# Ribarroya
Ribarroya es una localidad y también una pedanía española perteneciente al municipio de Aldealafuente, en la provincia de Soria, comunidad autónoma de Castilla y León). 
Forma parte también de la Comarca de Campo de Gómara y del partido judicial de Soria.

## Geografía
Esta pequeña población del Campo de Gómara, bañada por el río Duero está ubicada en el centro de la provincia de Soria , al este de la capital y separada por la Sierra de Santa Ana.
La distancia a la cabecera municipal, Aldealafuente, es de 4,3 km. A Tapiela, la tercera localidad del término municipal de Aldealafuente, la distancia es de 5,2 km desde Ribarroya.  

### Comunicaciones
Localidad situada en la carretera provincial SO-P-3003 donde cruza la SO-P-3227 que nos cconduce a Tardajos de Duero.

## Demografía
En el año 1981 contaba con 108 habitantes, concentrados en el núcleo principal, pasando a 22 en 2010, 10 varones y 12 mujeres.
| Gráfica de evolución demográfica de Ribarroya entre 2000 y 2010                                  |
|                                                                                                  |
| Población de derecho (2000-2010) según los censos de población del INE a 1 de enero de cada año. |

## Historia
A la caída del Antiguo Régimen la localidad se constituye en municipio constitucional en la región de Castilla la Vieja que en el censo de 1842 contaba con 22 hogares y 90 vecinos, para posteriormente integrarse en Aldealafuente.

## Patrimonio
- Torre de Ribarroya. Figura en el catálogo de Bienes Protegidos de la Junta de Castilla y León en la categoría de Castillo con fecha de declaración 22 de abril de 1949.[8]